# إريك جونسون (لاعب كرة قاعدة)
إريك جونسون (بالإنجليزية: Erik Johnson)‏ هو لاعب كرة قاعدة أمريكي، ولد في 11 أكتوبر 1965 في أوكلاند في الولايات المتحدة.

## وصلات خارجية
- إريك جونسون على موقعبيزبول رفرنس.كوم (الدوري الرئيسي) (الإنجليزية)
- إريك جونسون على موقعبيزبول رفرنس.كوم (الدوري الثانوي) (الإنجليزية)